# Carmelo
Carmelo − miasto w Urugwaju leżące w departamencie Colonia. Populacja miasta wynosi 16 866 mieszkańców, dane te pochodzącą ze spisu powszechnego przeprowadzonego w 2004 roku.
Miasto zostało założone w 1816 roku przez urugwajskiego bohatera narodowego, José Gervasio Artigasa. W ciągu następnych lat miasto się rozwijało a także stało się celem migracji włoskich emigrantów.
Obecnie miasto Carmelo jest bardzo popularnym miejscem odwiedzanym przez turystów. Bliskie położenie wzdłuż granicy z Argentyną, ciekawe położenie geograficzne oraz dostęp do rzeki La Plata wokół której rozciągają się rozległe plaże powoduje że obecnie Carmelo jest jednym z najczęściej odwiedzanych kurortów w Urugwaju. Turystyka jest także jedną z najważniejszych gałęzi gospodarczej miasta w które zatrudnienie znalazła duża część mieszkańców Carmelo.
Miasto leży około 85 kilometrów od miasta Colonia del Sacramento oraz o 262 kilometry od stolicy kraju Montevideo.

## Ludność

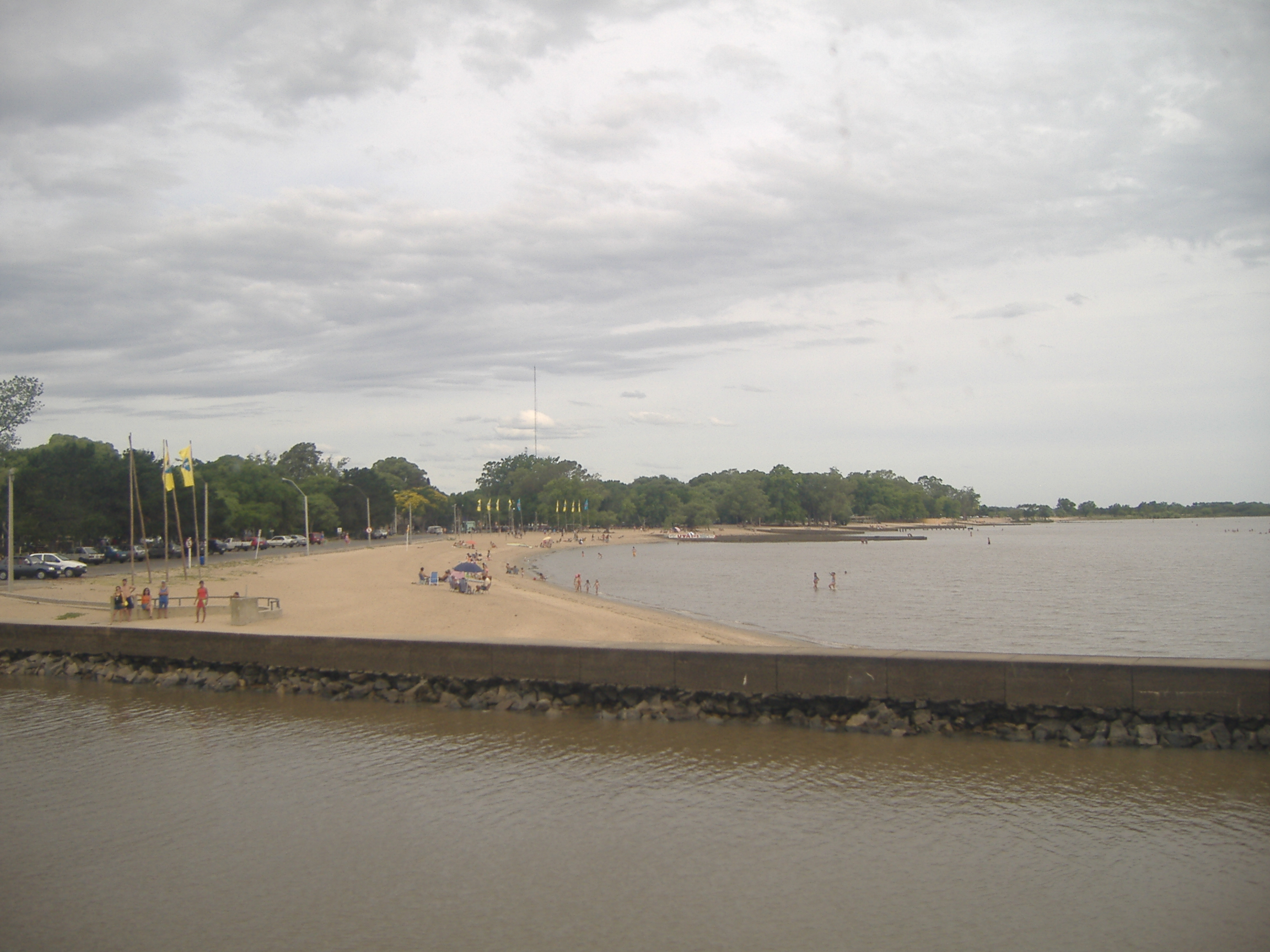
Jedna z plaż położonych w okolicach Carmelo

W 2004 roku w Carmelo mieszkało 16 866 osób.
| Rok  | Populacja |
| ---- | --------- |
| 1963 | 12 680    |
| 1975 | 13 707    |
| 1985 | 14 278    |
| 1996 | 16 658    |
| 2004 | 16 866    |

Źródło: Instituto Nacional de Estadística de Uruguay.